# Кривоклювый степной тинаму
Кривоклювый тинаму, или кривоклювый степной тинаму (лат. Nothoprocta curvirostris) — один из видов тинаму, обитающий в высоких лугах и кустарниках в горах Андах в Южной Америке.
Кривоклювые степные тинаму, как и все птицы рода степных тинаму, принадлежат к одному семейству Tinamidae отряда тинамуобразных. В отличие от других тинамуобразных, тинаму умеют летать, хотя на большие расстояния не поднимаются. Все бескилевые эволюционировали из доисторических птиц, а потому являются ближайшими родственниками тинаму.
Длина тела кривоклювых степных тинаму около 28 см. Его голова чёрная, но с возрастом светлеет и становится тёмно-коричневой, шея — белая с мелкими чёрными пятнами. Его грудь — белая с рыжими пятнами, брюхо — рыжего цвета (редко — чёрного), а горло и шея спереди белые. Ноги у тинаму коричневого цвета.
Как и другие тинаму, птицы данного вида питаются падалью и низкими кустарниками. Они также лакомятся бутонами цветов, корнями растений и нежными листьями, а иногда и беспозвоночными. Высиживает яйца самец, иногда до 4 кладок от разных самок за один раз, высиживание яиц занимает 2-3 недели. Гнёзда тинаму строят себе на земле, из опилок и увядших растений.
Тинаму обитают на юге Эквадора, а также в северных и центральных регионах Перу . Он в основном высаживается на лугах на высоте 2800—3700 метров над уровнем моря. Их местообитания также могут быть в кустарниках.
В списке МСОП ареал этого вида охватывает территорию площадью 30 000 кв.км.
Учёные выделяют два подвида:
- N. c. curvirostris (номинативный подвид) — обитает в Андах, в среднем и южном Эквадоре и в северном Перу (Кордильера-дер-Кондор)
- N. c. peruviana — обитает в Средних Андах, в самом центре Перу, в регионах Амазонки, Пьюра, Кахамарка и Ла-Либертад.